# Oreolais
Oreolais – rodzaj ptaków z podrodziny popielatek (Eremomelinae) w obrębie rodziny chwastówkowatych (Cisticolidae).

## Rozmieszczenie geograficzne
Rodzaj obejmuje gatunki występujące w zachodniej, środkowej i wschodniej Afryce.

## Morfologia
Długość ciała 11–13 cm, masa ciała samic 6–12 g, samców 7–13 g.

## Systematyka
Rodzaj zdefiniował w 2008 roku międzynarodowy zespół zoologów (Kameruńczyk Billy Nguembock, Duńczyk Jon Fjeldså oraz Francuzi Arnaud Couloux, Corinne Cruaud & Eric Pasquet) w artykule poświęconym polifiletyczności rodzaju Apalis i nowej nazwie rodzajowej dla gatunków pulchra i ruwenzorii opublikowanym w czasopiśmie Ibis. Gatunkiem typowym jest (oryginalne oznaczenie) przepaśnik białogardły (O. pulcher). 

### Etymologia
Oreolais: gr. ορος oros, ορεος oreos ‘góra’ (tj. Mount Elgon, Kenia); nowołac. lais ‘pokrzewka’, od ὑπολαις hupolais ‘mały niezidentyfikowany ptak gniazdujący na ziemi’.

### Podział systematyczny
Takson wyodrębniony z Apalis. Do rodzaju należą dwa gatunki:
- Oreolais pulcher (Sharpe, 1891) – przepaśnik białogardły
- Oreolais ruwenzorii (F.J. Jackson, 1904) – przepaśnik rdzawogardły